# Estensione del dominio della lotta
Estensione del dominio della lotta (in lingua originale Extension du domaine de la lutte) è il primo romanzo di Michel Houellebecq, pubblicato in originale nel 1994, mentre in Italia è stato edito nel 2000 da Bompiani. 

## Trama
Il protagonista, trentenne programmatore con un lavoro soddisfacente in un'azienda di servizi informatici nella capitale francese, ha una vita sociale ridotta al minimo. I contatti con l'altro sesso sono totalmente assenti, dopo il naufragio burrascoso dell'ultima relazione, avvenuto due anni prima. Le uniche sue distrazioni consistono nello scrivere racconti morali aventi per protagonisti animali (occasione per riflessioni filosofiche di varia natura) e nell'accanito consumo di sigarette. Quando viene a sapere che verrà inviato in missione esterna per addestrare impiegati statali all'uso di una nuova applicazione, la notizia non lo rende molto felice. A peggiorare le cose, al suo fianco si ritrova il collega Tisserand, un uomo col chiodo fisso del sesso ma pateticamente incapace di concretizzare questa sua fissazione, a causa di doti fisiche a dir poco scadenti.
I presupposti sono quindi pessimi, e dopo una prima fase senza troppe sorprese a Rouen, l'esperienza sembra interrompersi bruscamente per un problema serio di salute, che però si rivela meno grave del previsto. Nella tappa successiva, in Vandea, l'argine sembra cedere definitivamente: il protagonista prova a spingere il frustrato Tisserand verso la strada dell'omicidio, come unica via di soddisfazione ai suoi desideri insoddisfatti, ottenendo un altro fallimento. Lo stesso giorno, sarà Tisserand stesso a morire schiantandosi con la sua macchina contro un camion. Tornato a Parigi, tenta la carta della terapia sotto il controllo di uno psichiatra, con risultati anche in questo caso alquanto deludenti, tra sogni sempre più inquietanti e tentazioni di suicidio. Decide quindi di seguire il consiglio del medico, facendosi ricoverare in una clinica specializzata per i disturbi gravi, dove giunge alla conclusione che la causa della maggior parte dei problemi mentali della gente è la carenza di amore. Uscito dalla clinica, decide di soddisfare un curioso impulso che lo aveva assalito tempo prima, raggiungendo una località sperduta nella regione dell'Ardèche, che si rivelerà solo un'altra occasione persa.

## Trasposizione cinematografica
Nel 1999 dal libro è stata realizzata una trasposizione cinematografica omonima per la regia di Philippe Harel, co-autore della sceneggiatura con Houellebecq.

## Edizioni
- Michel Houellebecq, Estensione del dominio della lotta, collana Letteraria, traduzione di Sergio Claudio Perroni, 1ª ed., Bompiani, 2000  [1994], ISBN 978-88-452-4457-5.
- Michel Houellebecq, Estensione del dominio della lotta, collana I grandi tascabili n. 745, traduzione di Sergio Claudio Perroni, Bompiani, 2007, ISBN 978-88-452-4770-5.